# The Corbett-Fitzsimmons Fight
The Corbett-Fitzsimmons Fight è un film del 1897 diretto da Enoch J. Rector. È un documentario raffigurante un incontro di pugilato tra James J. Corbett e Bob Fitzsimmons a Carson City nella Festa di san Patrizio dello stesso anno. Uscì il 22 maggio 1897, venendo proiettato per la prima volta all'Academy of Music di New York con un commento dal vivo, e fu distribuito anche nel Regno Unito di Gran Bretagna e Irlanda il 27 settembre. Del film oggi esistono solo alcuni frammenti, ma è noto da fonti contemporanee che esso superava i 90 o 100 minuti includendo tutti i quattordici round dell'incontro, l'introduzione di cinque minuti con l'ex campione John L. Sullivan (che Corbett aveva sconfitto nel 1892) e il suo manager Billy Madden, quella dell'arbitro George Siler, l'entrata sul ring di entrambi i pugili, l'intervallo di un minuto tra ogni round e un epilogo di dieci minuti del ring vuoto alla fine del combattimento preso poi d'assalto da membri del pubblico. Fu il film più lungo che fosse mai stato distribuito fino ad allora, e il primo lungometraggio della storia del cinema. I frammenti noti furono trasferiti negli anni ottanta da una stampa di proprietà di Jean A. LeRoy di New York su una stampante ottica appositamente costruita per convertire il film in pellicola 35 millimetri.
Il film fu anche il primo ad essere stato girato in formato widescreen, con un rapporto d'aspetto di circa 1,65:1. Secondo Dan Streible, The Corbett-Fitzsimmons Fight è "una delle prime produzioni individuali a sostenere il commento pubblico sul cinema". Il film è così importante per la storia del cinema che Luke McKernan dichiarò che "è stata la boxe a creare il cinema". Nel 2012 è stato definito "culturalmente, storicamente o esteticamente significativo" dalla Biblioteca del Congresso e selezionato per la conservazione nel National Film Registry.

## Produzione
Enoch J. Rector era stato un dipendente della Kinetoscope Exhibition Company, che girò Corbett and Courtney Before the Kinetograph (1894) in sei round di un minuto, ognuno esposto tramite kinetoscopio come un peep show separato per una tassa separata. Qualche tempo dopo aver lasciato l'azienda, Rector organizzò il film con il promoter di pugilato Dan Stuart. Stuart offrì 10.000 dollari al vincitore dell'incontro in un accordo firmato da entrambi i pugili il 4 gennaio 1897. Corbett, insieme ai suoi fan, era ansioso di riconquistare il titolo che aveva perso contro Fitzsimmons in Messico. Il produttore William A. Brady ottenne un accordo da Rector secondo cui il 25% dei proventi del film sarebbe andato a lui e a Corbett; Fitzsimmons e il suo manager, Martin Julian, avrebbero ricevuto 13.000 dollari. Fitzsimmons era indignato dopo aver appreso della transazione, e le condizioni furono rinegoziate. In base ai nuovi termini, ogni pugile e il suo manager avrebbero preso il 25%, mentre Rector, Stuart, e Samuel J. Tilden Jr. (che aveva lasciato la Kinetoscope con Rector in una disputa su chi aveva inventato il Latham loop) si sarebbero divisi il restante 50%.
Il film fu girato in formato widescreen su pellicola calibro 2 3/16, con una tecnologia nota come Latham loop della quale Rector rivendicava l'invenzione. Egli usò tre cineprese così equipaggiate posizionandole adiacenti al ring e riprendendo su pellicola in nitrato da 63 millimetri dell'Eastman Company. Rector portò 48.000 piedi di pellicola, la più grande quantità che fosse mai stata portata in una location, ed espose 11.000 piedi di essa. La notte prima dell'incontro, Stuart abbassò il ring da 24 piedi a 22 piedi per facilitare le riprese, ma l'arbitro se ne accorse e Stuart fu costretto a ripristinarlo.